# Atopophysa candidula
Atopophysa candidula är en fjärilsart som beskrevs av Inoue 1986. Atopophysa candidula ingår i släktet Atopophysa och familjen mätare. Inga underarter finns listade i Catalogue of Life.